# Вулканична ерупционна колона
Ерупционната колона се поражда при експлозивни вулканични изригвания. Тя е съставена от свръхнагорещена вулканична пепел, пирокластити и пулверизирана пемза. Изригванията могат да извисят ерупционната си колона на десетки километри във въздуха. При плинийски изригвания и Суперизригвания (най-мощните видове вулканични изригвания) ерупционната колона може да достигне височина от над 40 километра над отдушника на вулкана. Тогава горещите пепелни частици и аерозоли проникват в стратосферата и могат да причинят леки, а понякога и големи промени в климата на цялата планета. Често и смъртоносно явление при експлозивните изригвания е срутването на долната част на ерупционната колона. Това се получава когато налягането в отдушника на вулкана се понижи бързо колоната става твърде тежка за да се поддържа във въздуха и се свлича по склоновете на вулкана с над 100 километра в час. Тогава се образуват пирокластични потоци, които могат да достигнат температура от над 1000 градуса и да се движат със скорост от над 1200 километра в час.

## Образуване
Ерупционните колони се образуват при експлозивни вулканични изригвания, когато в състава на надигащата се магма има голямо количество летливи вещества и газови балони. Когато магмата достигне отдушника, но изходът е запушен от застинала лава и пепел налягането рязко спада и газът затворен в нея се разширява експлозивно. Тогава магмата изригва и произвежда милиони тонове тефра и пирокластити. В зависимост от силата на изригването образувалата се ерупционна колона може да се извиси или на по – малко от 10 километра или да проникне в Стратосферата.

## Структура
Ерупционната колона изхвърля много летливи вещества и вулканични материали, които се извисяват на различна височина от други. В зависимост от това ерупционната колона се дели на няколко части:
1. В основата на колоната изригващият от кратера материал се издига със скорост от около и обикновено над 10 километра в час. От границите на кратера излиза облакът от пепел, а около него изригва предимно пара. Там налягането е високо и газът се разширява експлозивно, тъй като налягането над него бързо се понижава. Тази област се нарича „Област на газова тяга“ и обикновено охваща района от 1 или 2 километра над отдушника.
2. Районът на конвективни процеси обхваща по-голямата част от височината на ерупционната колона. Долният слой осъществяващ Газова Тяга създава експлозии, които изхвърлят все повече пепел нагоре. В зоната на конвективни процеси по-леката пепел се сблъсква с по-тежките скали и пемза, които се издигат от зоната на Газова тяга. Енергията, която се образува тук изхвърля по-леките материали, като пепелта, лапилите, саждите и пемзата още по-високо.
3. Тъй като ерупционната колона има по-малка плътност от околния въздух рано или късно ще достигне височина, където горещата пепел достига същата плътност като околния по-хладен въздух. В тази зона колоната не може да се издига на по-голяма височина и започва да се разпространява хоризонтално и може да покрие десетки километри. Тази зона се нарича Зона на хоризонтално разпространение. От облака първо падат по-тежките скали и пемза, последвани от по-леката пепел и лапилите.

## Височина
В зависимост от силата с която е изхвърлена в атмосферата ерупционната колона се извисява на различна височина и когато достигне Зоната на Хоризонтално разпространение спира да нараства. Ако по време на изригването независимо от силата му ако има силни ветрове колоната може да се извиси на не повече от 5 километра. Но ако изригването с вулканичен експлозивен индекс над 5, височината и не зависи от ветровете, а от силата на експлозията. През 1980 г. при изригването на Света Елена колоната достига 25 километра височина, а през 1991 г. вулканът Пинатубо изригва почти 35 километрова колона от пепел и газ. Колкото по-силно е изригването толкова по-висока е ерупционната колона. При изригване от 7 степен, като това на Тамбора колоната лесно достига 40 километра височина, но при най-големите познати ни вулканични изригвания от 8 степен колоната се извисява над 50 километра.

## Срутване на ерупционната колона
Ако изригването продължи повече от 10 часа ерупционната колона бълваща скали, газ и пулверизирана пепел може да стане толкова тежка, че вече не може да се поддържа във вертикално положение и става много нестабилна. При силна експлозия или бързо понижаване на налягането в долната част до кратера колоната се срутва по склоновете на вулкана. Тогава срутващата се пепел повлича със себе си скални частици и пемза и се превръща в пирокластичен поток, който може да помете повече 20 километра около отдушника. Срутването на ерупционната колона е често наблюдавано събитие при Пелейските и Плинийските изригвания.